# Jászdózsa
Jászdózsa község Jász-Nagykun-Szolnok vármegyében, a Jászapáti járásban.

## Fekvése
A megye, és egyben a Jászság északi szélén fekszik, Heves vármegyével határosan, a Tarna mentén. A történelmi településközpont a Tarna egy viszonylag kanyargósabb – a szabályozások révén mára már lényegében holtággá vált – szakaszának jobb partján jött létre, de a lakott terület néhány utcányi része a bal parton alakult ki, s a két falurész összekapcsolására az idők során összesen három híd létesült. A folyócska mai állapotát tekintve Jászdózsának már szinte a teljes lakott területe (egyetlen belterületi utca, a Széchenyi út keleti része kivételével) a jobb parti oldalon található.
Északkeleti szomszédja, Tarnaörs már Heves vármegyéhez tartozik; a további határos települések: délkelet felől Jászapáti, dél felől Jászjákóhalma, délnyugat felől Jászberény, északnyugat felől pedig Jászárokszállás. Nyugat felől a legközelebbi település Jászágó, de a közigazgatási területeik nem érintkeznek.

### Megközelítése
Közúton három irányból érhető el: a Gyöngyös-Jászárokszállás-Jászberény közti 3203-as útról letérve, vagy a 31-es főútról Jászjákóhalma keleti szélénél észak felé kanyarodva, a 32 134-es számú mellékúton, illetve Tarnaörs felől a 3229-es úton. A közúti tömegközlekedést a Volánbusz járatai látják el.
A hazai vasútvonalak közül a Vámosgyörk–Újszász-vasútvonal érinti, melynek egy megállási pontja van a határai között. Jászdózsa megállóhely a belterület keleti szélén található, közúti elérését a 32 332-es számú mellékút teszi lehetővé. [A vonal állomásainak viszonylatában a megállóhely Jászárokszállás vasútállomás és Jászapáti vasútállomás között helyezkedik el.]

## Története
Első írásos előfordulása 1433-ban, egy oklevélen fordul elő.
Régebbi neve Dósa, a helyiek által „Daósa”-nak / „Dausa”-nak kiejtve. A név eredete tisztázatlan.
A mai község valószínűleg eredetileg nem jász „szállás”, nem jász település volt, de az idők során és a török megszállás alatt beleolvadt egy Négyszállás nevű jász település, melynek régészeti nyomait az 1980-as években a „berényi föld” nevű határrészen, a falutól néhány kilométerre tárták fel.
A törökök kiűzése után Dósa és Jászberény sokáig pereskedett a területért, amit végül Jászberénynek itéltek. Az ásatás kincsei a szolnoki Damjanich Múzeumban találhatóak.
Ebben az irányban Négyszállás néven ma egy tanyabokor található kis kápolnával a Jászberény-Jászárokszállás összekötő úton. A terület a Tarna, az Ágói-patak (helyiek által „Kotró” néven is ismert), a Szarvágy patak és más vízfolyások által szétszabdalt, erdős, mocsaras, időnként elöntött vidék volt. Utolsó maradványa a községtől északra található Pap-erdő. A megtelepedések a területen található magasabban fekvő részeken történtek. Ezek a feltöltések/töltődések ellenére a falu arculatán még mindig megtalálhatóak, például a Bába-tó egy régi Tarna holtág maradványa. Későbbiekben a folyószabályozással, lecsapolásokkal az egész környéket mezőgazdasági művelésbe vették. Belvizes években azonban megmutatja a víz, hogy merre folyt régen a Tarna, hol voltak folyások és pangó vizek.
Műholdképen elég jól felismerhető, hogy egykor hogyan nézhetett ki ez a táj.
A falu életébe nagy változást hozott az 1963. márciusi árvíz. A megáradt Tarna elöntötte a mélyebben fekvő területeket. Sok ház romba dőlt, jelentős károk keletkeztek. Az árvíz után sok új ház épült, a töltést megemelték, körgátat építettek, a falun átfolyó Tarnát új mederbe terelték. Felette új vasbeton gerenda hidat építettek 1979-ben. A régi vashidat is kicserélték, a pálya új nyomvonalat kapott. Új vasútállomás épült a falu északi részén, emiatt a régi állomás elárvult, előtte ma autók futnak, a házban sörfőzde működik. A leválasztott öreg Tarna meder a horgászok paradicsoma lett.

## Közélete

### Polgármesterei
- 1990–1994: Juhász Béláné (FKgP-"Dós...)[10][11]
- 1994–1998: Dr. Szerencsés István (SZDSZ)[12]
- 1998–2002: Dr. Szerencsés István (SZDSZ)[13]
- 2002–2006: Palotai Lászlóné (MSZP)[14]
- 2006–2010: Dr. Szerencsés István (független)[15]
- 2010–2014: Dr. Szerencsés István (független)[16]
- 2014–2019: Dr. Szerencsés István (független)[17]
- 2019–2024: Baranyi Sándor (Fidesz-KDNP)[18]
- 2024– : Baranyi Sándor (független)[1]

## Népesség
A település népességének változása:
| Lakosok száma | 2188 | 2165 | 2095 | 2087 | 2073 | 2050 | 2036 |
|               | 2013 | 2014 | 2018 | 2021 | 2022 | 2023 | 2024 |

2001-ben a település lakosságának közel 100%-a magyar nemzetiségűnek vallotta magát.
A 2011-es népszámlálás során a lakosok 85,8%-a magyarnak, 0,4% cigánynak, 0,5% románnak mondta magát (14,2% nem nyilatkozott; a kettős identitások miatt a végösszeg nagyobb lehet 100%-nál). A vallási megoszlás a következő volt: római katolikus 62,9%, református 2%, görögkatolikus 0,4%, felekezeten kívüli 9% (25,1% nem nyilatkozott).
2022-ben a lakosság 91,5%-a vallotta magát magyarnak, 0,4% cigánynak, 0,3% németnek, 0,3% románnak, 0,1% lengyelnek, 2% egyéb, nem hazai nemzetiségűnek (8,5% nem nyilatkozott; a kettős identitások miatt a végösszeg nagyobb lehet 100%-nál). Vallásuk szerint 40,5% volt római katolikus, 2,1% református, 0,1% evangélikus, 0,9% egyéb keresztény, 1,1% egyéb katolikus, 13,7% felekezeten kívüli (41,4% nem válaszolt).

## Nevezetességei
- Artézi kút,[22] amely a község főterén áll. Közadakozásból építették 1902-ben, a négykaros diszkút 1905-re készült el. Azóta többször fel lett újítva, a legutóbbi rongálást 2013. július 6-ára hozták helyre. Vizét 2003-ban természetes ásványvíznek minősítették, ami nátrium-kalcium-hidrogénkarbonátos, jelentős jodid tartalommal.
- Kőhíd,[23] amely ötlyukú, 1811-13 között épült, mára műemlék. Tervezte Magurányi József, kivitelezte a gyöngyösi Rábl Károly kőműves mester. Szélessége 6,65 méter, hossza a szárnyfalakkal együtt 40 méter. Teherbírása 10 tonna. Az ismertebb hortobágyi kilenclyukú hidat 20 évvel előzte meg.
- Római katolikus templom,[24] amely 1777-82 között épült, Mihály arkangyal tiszteletére szentelt, műemléki védettségű, késő barokk stílusú. Freskóit 1793-ban Farenzon Ferenc festette. A falu központjában található. Búcsúnapja minden szeptember utolsó vasárnapján van.
- Tájház, amely 1847-ben épült. Berendezését közadakozásból gyűjtötték össze, 1989. december 1-én adták át.

## Ismert személyek
- Itt született 1903-ban vagy 1905-ben Orosz Mihály középiskolai tanár, nyilaspárti országgyűlési képviselő.
- Itt halt meg 1953-ban Somssich Gyula nagybirtokos, bankigazgató, felsőházi tag (* 1876).

## Helyi média

### Rádióállomások
Jászdózsán fogható FM rádiók:
- Music FM – FM 89,5 MHz
- Bartók Rádió – FM 90,7 MHz
- Szent István Rádió – FM 91,8 MHz
- Kossuth Rádió – FM 95,5 MHz
- Sláger FM – FM 95,8 MHz
- Trió FM – FM 97,7 MHz
- Pátria Rádió – FM 98,3 MHz
- Dankó Rádió – FM 99,8 MHz
- Rádió 1 – FM 101,7 MHz
- Petőfi Rádió – FM 102,7 MHz
- Retro Rádió – FM 104,7 MHz